# Skull and Bones
 Ovo je glavno značenje pojma Skull and Bones. Za druga značenja pogledajte Skull and Bones (razdvojba).
Skull and Bones (Lubanja i kosti, poznato i kao The Order, Order 322  ili The Brotherhood of Death) tajno je studentsko društvo završne godine preddiplomskog studija na Sveučilištu Yale u New Havenu, savezna država Connecticut. Kao najstarije društvo završne godine na tom sveučilištu, Skull and Bones s vremenom je postalo kulturna institucija poznata po utjecajnim bivšim članovima i brojnim teorijama urote koje ga okružuju.
Skull and Bones ubraja se među takozvanu "Veliku trojku" tajnih društava na Yaleu, zajedno s društvima Scroll and Key i Wolf's Head. Neformalno se naziva "Bones" (Kosti), dok se njegovi članovi često nazivaju "Bonesmeni", "Članovi Reda" ili "Inicirani u Red".

## Osnivači
Osnivači tajnog društva su William Huntington Russell (12. kolovoza 1809. – 19. svibnja 1885.) i Alphonso Taft (5. studenoga 1810. – 21. svibnja 1891.), otac budućeg predsjednika SAD-a Williama Howarda Tafta.